# Kewin
Kewin Oliveira Silva (San Paolo, 25 gennaio 1995) è un calciatore brasiliano, portiere del Moreirense.

## Carriera
Cresciuto nel settore giovanile del Red Bull Brasil, trascorre la prima parte di carriera fra incontri di Copa Paulista e prestiti a squadra delle divisioni statali brasiliane; passato al Bragantino nel 2019, fa il suo esordio fra i professionisti il 24 novembre in occasione dell'incontro di Série B perso 1-0 contro il Coritiba.
Nel 2020 viene acquistato dal Mirassol con cui gioca il Campionato Paulista del 2020 prima di passare in prestito al Moreirense.
Il 6 maggio 2021 debutta in Primeira Liga giocando da titolare il match pareggiato 2-2 contro il Nacional ed al termine della stagione viene acquistato a titolo definitivo dal club portoghese.

## Statistiche

### Presenze e reti nei club
Statistiche aggiornate al 31 luglio 2021.
| Stagione        | Squadra         | Campionato      | Campionato | Campionato | Coppe nazionali | Coppe nazionali | Coppe nazionali | Coppe continentali | Coppe continentali | Coppe continentali | Altre coppe | Altre coppe | Altre coppe | Totale | Totale |
| Stagione        | Squadra         | Comp            | Pres       | Reti       | Comp            | Pres            | Reti            | Comp               | Pres               | Reti               | Comp        | Pres        | Reti        | Pres   | Reti   |
| --------------- | --------------- | --------------- | ---------- | ---------- | --------------- | --------------- | --------------- | ------------------ | ------------------ | ------------------ | ----------- | ----------- | ----------- | ------ | ------ |
| 2013            | Red Bull Brasil | A1/SP           | 0          | 0          |                 | -               | -               |                    | -                  | -                  | CP          | 1           | 0           | 1      | 0      |
| 2014            | América-SP      | A3/SP           | 16         | 0          |                 | -               | -               |                    | -                  | -                  | CP          | 11          | 0           | 27     | 0      |
| 2014            | Red Bull Brasil | A1/SP           | 0          | 0          |                 | -               | -               |                    | -                  | -                  |             | -           | -           | 0      | 0      |
| 2015            | Red Bull Brasil | A1/SP+D         | 0          | 0          |                 | -               | -               |                    | -                  | -                  |             | -           | -           | 0      | 0      |
| 2016            | Red Bull Brasil | A1/SP           | 0          | 0          | CB              | 0               | 0               |                    | -                  | -                  | CP          | 1           | 0           | 0      | 0      |
| 2017            | Boa Esporte     | M1/MG+B         | 0          | 0          | CB              | 0               | 0               |                    | -                  | -                  | CP          | 2           | 0           | 2      | 0      |
| 2018            | Red Bull Brasil | A1/SP           | 0          | 0          |                 | -               | -               |                    | -                  | -                  | CP          | 5           | 0           | 5      | 0      |
| 2019            | Red Bull Brasil | A1/SP           | 2          | 0          |                 | -               | -               |                    | -                  | -                  |             | -           | -           | 2      | 0      |
| 2019            | Bragantino      | A1/SP+B         | 0+1        | 0          |                 | -               | -               |                    | -                  | -                  |             | -           | -           | 1      | 0      |
| 2020            | Mirassol        | A1/SP+D         | 14         | 0          |                 | -               | -               |                    | -                  | -                  |             | -           | -           | 14     | 0      |
| 2020-2021       | Moreirense      | PL              | 2          | 0          | CP              | 0               | 0               |                    | -                  | -                  |             | -           | -           | 2      | 0      |
| 2021-2022       | Moreirense      | PL              | 4          | 0          | CP+CdL          | 0               | 0               |                    | -                  | -                  |             | -           | -           | 4      | 0      |
| Totale carriera | Totale carriera | Totale carriera | 39         | 0          |                 | 0               | 0               |                    | -                  | -                  |             | 20          | 0           | 59     | 0      |